# Atalaia do Norte
Atalaia do Norte là một đô thị thuộc bang Amazonas, Brasil. Đô thị này có diện tích 76354,99 km², dân số năm 2007 là 13548 người, mật độ 0,18 người/km².